# Bahnstrecke Schaboglück–Priesen
| Kursbuchstrecke: | -                                   |                                    |                                  |
| Streckenlänge: | 14 km                               |                                    |                                  |
| Spurweite: | 1435 mm (Normalspur)                |                                    |                                  |
| Stromsystem: | Werkbahn Kraftwerk Tušimice: 3 kV = |                                    |                                  |
| |                                     |                                    |                                  |
| \| \| \| von Pilsen \| \| \| \| \| Schaboglück (heute Žabokliky) \| 260 m \| \| \| \| nach Saaz und Dux \| \| \| \| \| Sobiesak \| \| \| \| \| Eger \| \| \| \| \| Anschlussbahn Kraftwerk Tušimice \| \| \| \| \| von Prag \| \| \| \| \| Priesen (heute Březno u Chomutova) \| 285 m \| \| \| \| nach Eger \| \| \| \| \| nach Komotau \| \| |                                     |                                    |                                  |
| Strecke |                                     | von Pilsen                         | von Pilsen                       |
| Bahnhof |                                     | Schaboglück (heute Žabokliky)      | 260 m                            |
| Abzweig ehemals geradeaus und nach rechts |                                     | nach Saaz und Dux                  | nach Saaz und Dux                |
| Haltepunkt / Haltestelle (Strecke außer Betrieb) |                                     | Sobiesak                           | Sobiesak                         |
| Brücke über Wasserlauf (Strecke außer Betrieb) |                                     | Eger                               | Eger                             |
| Abzweig ehemals geradeaus und von links |                                     | Anschlussbahn Kraftwerk Tušimice   | Anschlussbahn Kraftwerk Tušimice |
| Abzweig geradeaus und von rechts |                                     | von Prag                           | von Prag                         |
| Bahnhof |                                     | Priesen (heute Březno u Chomutova) | 285 m                            |
| Abzweig geradeaus und ehemals nach links |                                     | nach Eger                          | nach Eger                        |
| Strecke |                                     | nach Komotau                       | nach Komotau                     |

Die Bahnstrecke Schaboglück–Priesen war eine eingleisige Hauptbahn im heutigen  Tschechien, welche ursprünglich von der Eisenbahn Pilsen–Priesen(–Komotau) als Teil einer überregionalen Eisenbahnverbindung zwischen Pilsen und Komotau erbaut und betrieben wurde. Sie verlief von Schaboglück (heute Žabokliky), einem Bahnhof an der Strecke Pilsen–Dux nach Priesen (heute Březno u Chomutova) und hatte dort Anschluss an die Strecke Prag–Komotau der Buschtěhrader Eisenbahngesellschaft (BEB).

## Geschichte
Am 21. April 1870 wurde per Gesetz die Concession zum Baue und Betriebe einer Locomotiveisenbahn von Pilsen nach Priesen (Komotau) im Anschlusse an die neuen Linien der k.k. priv. Buschtiehrader Eisenbahn, nebst Abzweigungen über Saatz zum Anschlusse an die k.k. priv. Aussig-Teplitzer Eisenbahn einerseits nach Brüx, andererseits nach Dux erteilt.
Eröffnet wurde die Strecke 8. August 1873. Nach nur wenigen Jahren Betriebszeit wurde die Verbindung schon am 1. Juli 1879 wieder aufgegeben und später abgebaut. Seitdem müssen alle direkten Züge zwischen Pilsen und Komotau die rund zehn Kilometer längere Verbindung über Saatz (heute Žatec) benutzen.
Ein Teil der Trasse wird seit den 1960er Jahren von der elektrisch betriebenen Anschlussbahn des Kraftwerks Tušimice wieder genutzt.

## Die Strecke heute
Auch heute noch finden sich eine ganze Reihe von Relikten der fast in Vergessenheit geratenen Bahnstrecke. Bei Nechranice (Negranitz) blieben der Bahndamm und die Pfeiler der großen Egerbrücke erhalten. Nahe der einstigen Haltestelle Sobiesak existiert noch eine gemauerte Wegunterführung. Ein Teil der Trasse liegt heute unter dem Wasserspiegel der in den 1960er Jahren errichteten Talsperre Nechranice.